# Hnojné
Hnojné (in ungherese Hanajna) è un comune della Slovacchia facente parte del distretto di Michalovce, nella regione di Košice.